# Чорна діра

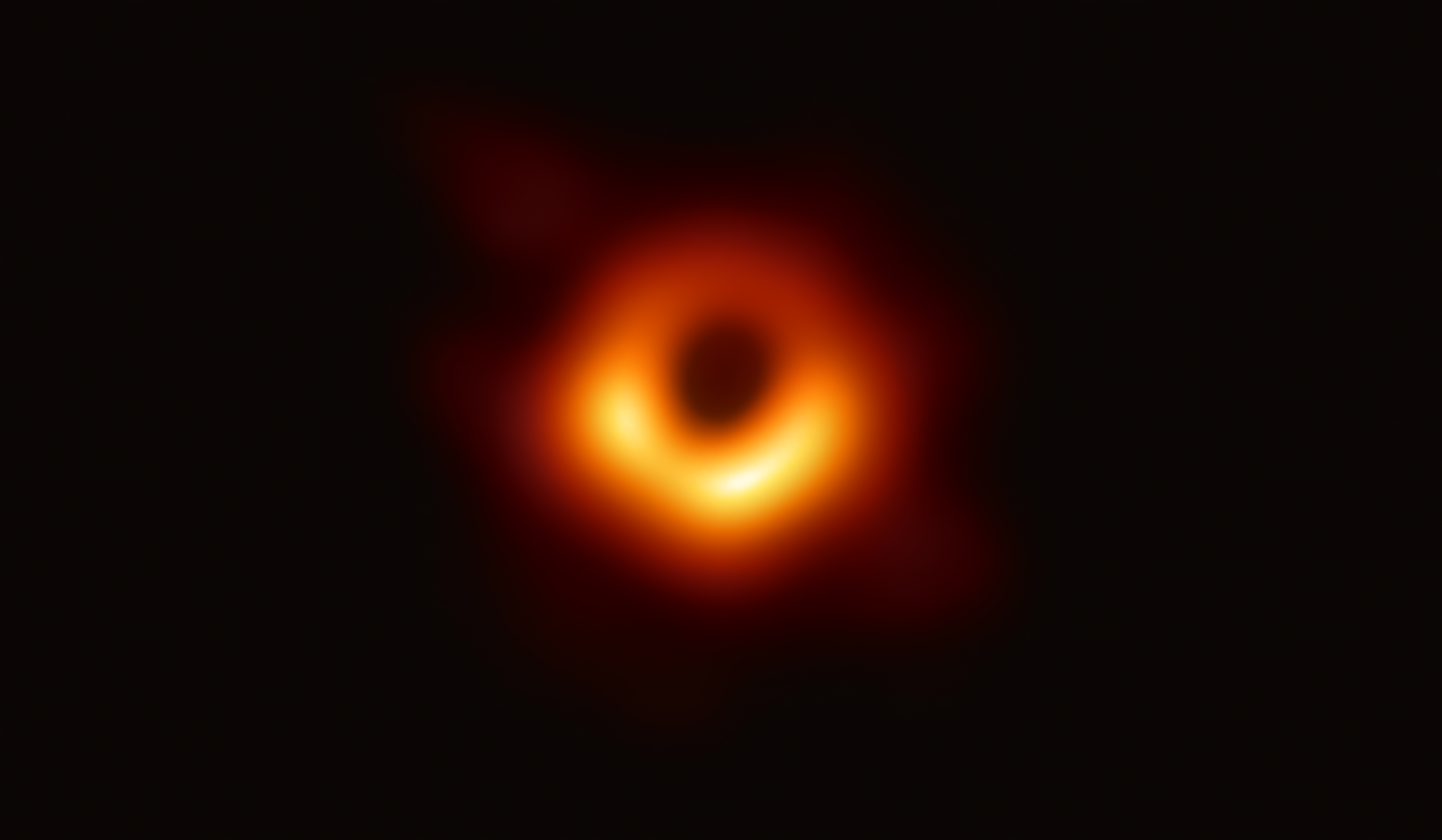
Надмасивна чорна діра в центрі гігантської еліптичної галактики Мессьє 87 у сузір'ї Діви. Ця чорна діра була першою, яку сфотографували безпосередньо (Event Horizon Telescope, 10 квітня 2019)

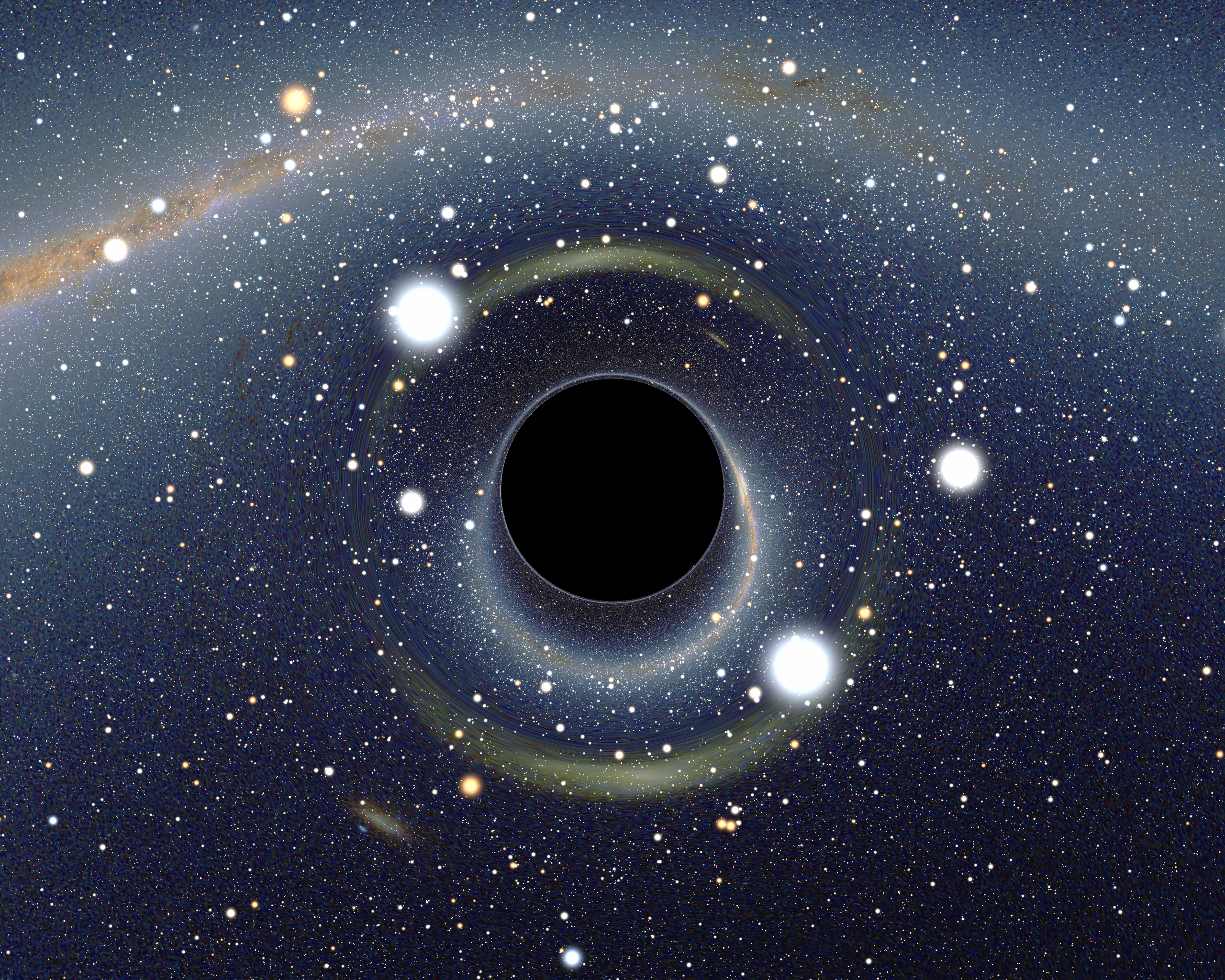
Гравітаційні викривлення, спричинені чорною дірою перед Великою Магелановою Хмарою (художнє зображення)

Чо́рна діра́ — космічний об'єкт, який створює настільки велику силу тяжіння, що ніщо, навіть світло, не може його покинути.
Термін «чорна діра» запровадив Джон Арчибальд Вілер наприкінці 1967 року. Він вперше вжив його в публічній лекції «Наш Всесвіт: відоме й невідоме» (англ. Our Universe: the Known and Unknown) 29 грудня 1967 року.

## Концепція
Об'єкти, поле гравітації яких настільки сильне для світла, що воно не здатне вирватися, були вперше розглянуті у 18 столітті Джоном Мічеллом та П'єром-Симоном Лапласом. Карл Шварцшильд, видатний німецький фізик, був першим, хто запропонував розв'язок рівнянь загальної теорії відносності, який може характеризувати чорну діру, у 1916 році. Його розв'язок базувався на інтерпретації чорної діри як ділянки простору, з якої ніщо не може втекти. Ця пропозиція настільки випередила свій час, що вона не була повністю оцінена впродовж наступних чотирьох десятиліть. Компактні об'єкти, що утворилися внаслідок гравітаційного колапсу, стали нарешті астрофізичною реальністю після відкриття нейтронних зір у середині 60-х. Маючи математичний інтерес, теоретичні роботи численних відомих астрофізиків впродовж цієї ери показали, що чорні діри є передбаченням загальної теорії відносності, яке з необхідністю випливає з неї.
Загальна теорія відносності передбачає, що достатньо компактна маса буде деформувати простір-час, утворюючи чорну діру. Навколо чорної діри існує математично визначена поверхня, що називається горизонтом подій, яка визначає точку, з якої вже немає повернення. Вона називається «чорною», тому що поглинає все світло, що потрапляє на горизонт, нічого не відбиваючи, подібно до абсолютно чорного тіла в термодинаміці. Квантова механіка передбачає, що чорні діри випромінюють подібно до чорного тіла зі скінченною температурою. Ця температура обернено пропорційна до маси чорної діри, роблячи важкими спостереження цього випромінювання для чорних дір зоряних мас та вище.
Очікується, що чорні діри зоряних мас утворюються, коли у зорі масою понад 10 сонячних мас закінчуються джерела енергії. В ядрі виникають умови, коли нейтрон стає стабільною часткою. За таких умов значна частина електронів поєднується з вільними протонами. Таким чином, тиск виродженого електронного газу не може більше утримувати рівновагу зорі. Ядро зорі колапсує і набуває густини, що близька до густини атомного ядра. Падіння зовнішніх шарів на ядро призводить до спалаху наднової та скидання зовнішніх шарів у навколишній простір. Якщо маса утвореної нейтронної зорі залишається більшою за межу Опенгеймера—Волкова, то тиск виродженого нейтронного газу не може підтримувати рівновагу й відбуватиметься подальший колапс. Густина енергії у ядрі при цьому прямує до нескінченності. Після того, як чорна діра утворилася, вона може продовжувати рости, абсорбуючи масу з навколишнього середовища. Абсорбуючи інші зорі та зливаючись з іншими чорними дірами, можуть утворитися надмасивні чорні діри з масами порядку мільйонів мас Сонця. Загальноприйнято, що надмасивні чорні діри існують в центрах більшості галактик. Зокрема, є беззаперечні докази існування чорної діри масою більше 4 мільйонів мас Сонця у центрі нашої Галактики.
Попри те, що безпосередньо спостерігати чорну діру неможливо, її наявність може бути встановлено через взаємодію з іншою речовиною, світлом або іншим електромагнітним випромінюванням. Із зоряних рухів може бути обчислено масу та положення невидимого компонента. Було відкрито кілька подвійних зоряних систем, в яких одна з зір невидима, але має існувати, тому що вона змушує своєю гравітаційною силою іншу, видиму зорю обертатися навколо їхнього спільного центру мас. Таким чином, ці невидимі зорі є ймовірними кандидатами в чорні діри. Астрономи ідентифікували численні кандидати у чорні діри зоряних мас у подвійних системах, вивчаючи рух їхніх компаньйонів таким чином.

## Історія

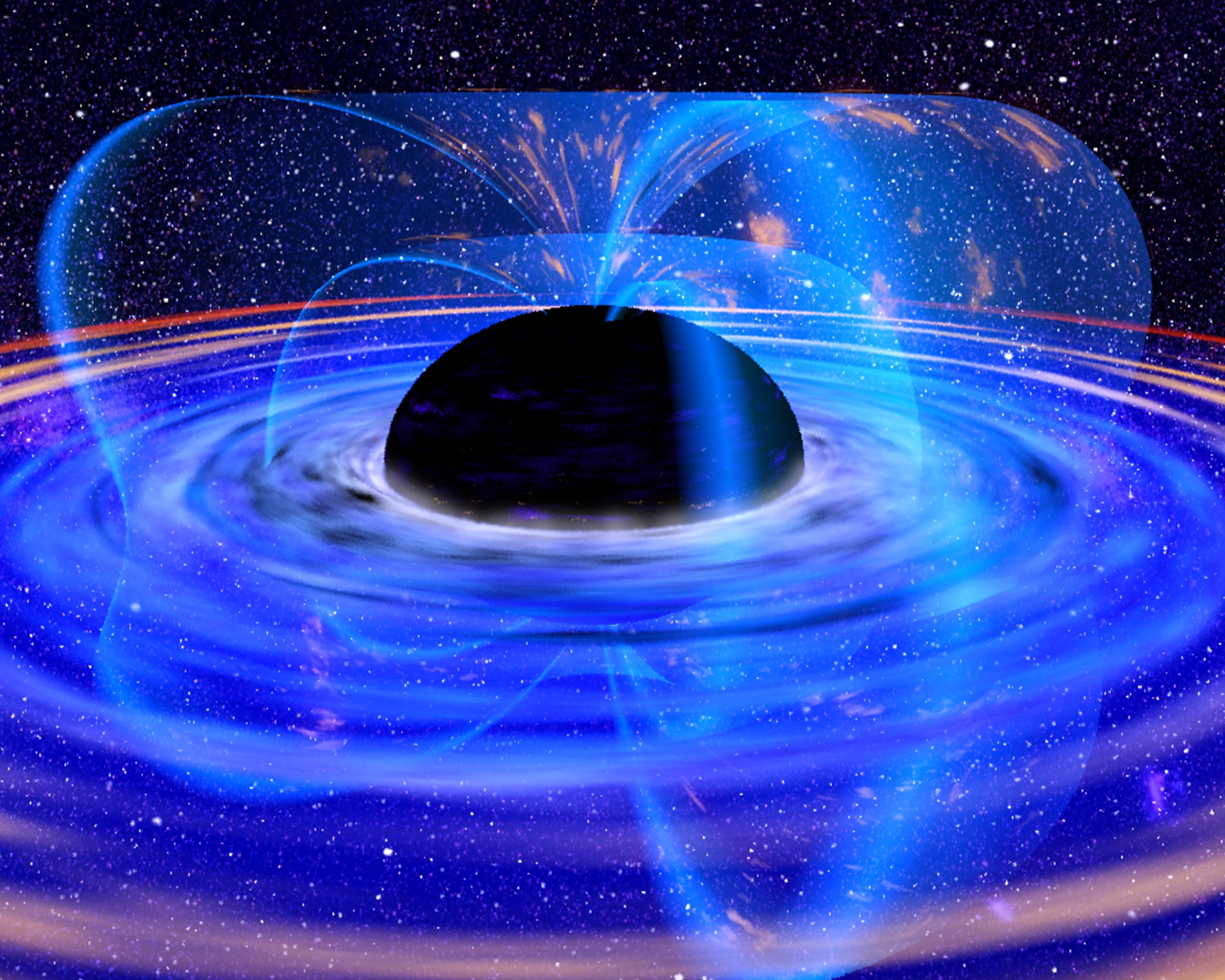
Малюнок художника: акреційний диск гарячої плазми, який обертається навколо чорної діри.

Лаплас П'єр-Симон у 1787 році вперше розрахував розмір тіла з густиною води, на поверхні якого друга космічна швидкість дорівнює швидкості світла. Таке тіло для зовнішнього спостерігача було б абсолютно чорним.
Протягом XIX ст. ідея тіл, невидимих внаслідок своєї масивності, не викликала великого інтересу у вчених. Це було пов'язано з тим, що в рамках класичної фізики швидкість світла не має фундаментального значення. Проте наприкінці XIX — початку XX століття було встановлено, що сформульовані Джеймсом Максвеллом закони електродинаміки, з одного боку, виконуються в усіх інерційних системах відліку, а з іншого боку, не інваріантні щодо перетворень Галілея. Це означало, що уявлення про характер переходу від однієї інерційної системи відліку до іншої, які існували в фізиці, потребують значного корегування.
Під час подальшої розробки електродинаміки Г. Лоренцем була запропонована нова система перетворень просторово-часових координат (відомих сьогодні як перетворення Лоренца), щодо яких рівняння Максвелла залишалися інваріантними. Розвиваючи ідеї Лоренца, А. Пуанкаре припустив, що всі інші фізичні закони також інваріантні щодо цих перетворень.
1905 року Альберт Ейнштейн використав концепції Лоренца й Пуанкаре у своїй спеціальній теорії відносності (СТВ), в якій роль закону перетворення інерційних систем відліку остаточно перейшла від перетворень Галілея до перетворень Лоренца. Класична (галілеївсько-інваріантна) механіка була при цьому замінена на нову, Лоренц-інваріантну релятивістську механіку. У межах останньої швидкість світла виявилася граничною швидкістю, яку може розвинути фізичне тіло, що радикально змінило значення чорних дір у теоретичній фізиці.
Однак ньютонівська теорія тяжіння (на якій базувалася первісна теорія чорних дір) не є Лоренц-інваріантною. Тому вона не може бути застосована до тіл, які рухаються зі швидкістю, близькою до швидкості світла.
Позбавлена цього недоліку релятивістська теорія тяжіння була створена, в основному, Ейнштейном (сформулював її остаточно до кінця 1915) і отримала назву загальної теорії відносності (ЗТВ). Саме на ній ґрунтується сучасна теорія чорних дір.
За своїм характером ЗТВ є геометричною теорією. Вона припускає, що гравітаційне поле являє собою прояв викривлення простору-часу (яке, таким чином, виявляється псевдоріманове, а не псевдоевклідове, як у спеціальній теорії відносності). Зв'язок викривлення простору-часу з характером розподілу і руху мас, які він містить, дається основними рівняннями теорії — рівняннями Ейнштейна.
У 1916 році Карл Шварцшильд знайшов розв'язок рівнянь загальної теорії відносності Ейнштейна для сферично-симетричного тіла. За ЗТВ, якщо розмір тіла не перевищує гравітаційного радіуса {\displaystyle R_{g}={2GM \over c^{2}}}, тіло своїм тяжінням буде захоплювати світло й будь-яку іншу матерію. Гравітаційний радіус для Сонця становить 3 км, а для масивних зірок — до 200 км.
У 1930-х під час побудови теорії еволюції зір було доведено, що зорі з масою понад 3 маси Сонця на кінцевій стадії своєї еволюції неодмінно мають колапсувати (стискатися) до гравітаційного радіуса[джерело?]. У 1967 Джон Вілер назвав такі колапсари «чорними дірами».
У 1960-х було відкрито галактики з активними ядрами — квазари, радіогалактики та інші. Для пояснення їхнього випромінювання було побудовано модель акреції (падіння) речовини на велетенську (розміром понад мільйон кілометрів) чорну діру в центрі галактики.
Деякий час вважалося, що чорна діра (масивне колапсуюче тіло) не може випромінювати. Однак у 1974 році Стівен Хокінг показав, що це не так. Відповідно до ЗТВ, радіус колапсуючого тіла змінюється по закону
{\displaystyle r=r_{g}[1+e^{-ct/r_{g}}],}
де {\displaystyle c} швидкість світла, {\displaystyle r_{g}} — гравітаційний радіус, тобто мінімальний радіус чорної діри. У цьому виразі нехтували малим експоненційним членом, однак якщо його врахувати, то виявиться, що чорні діри не лише можуть, але й повинні випромінювати фотони із довжиною хвилі порядку {\displaystyle r_{g}.}
У 2000-х роках встановлено, що в центрі практично кожної галактики розташована надмасивна чорна діра, а також ту особливу роль, яку відіграють чорні діри в утворенні галактик.

## Будова

Ергосфера являє собою еліпсоїд поза межами горизонту подій, об'єкти в ньому не можуть перебувати в стані спокою.

Чорна діра може мати три фізичні параметри: масу, електричний заряд і момент імпульсу. Навколо чорної діри можна побудувати уявну поверхню, з-під якої не може виходити випромінювання, така поверхня називається горизонтом подій.
Область простору-часу поблизу чорної діри, розташована між горизонтом подій і межею статичності називається ергосферою. Об'єкти, що перебувають у межах ергосфери, неминуче обертаються разом з чорною дірою за рахунок ефекту Лензе — Тіррінга. Ергосфера має форму сфероїда, менша піввісь якого дорівнює радіусу горизонту подій, більша — подвоєному радіусу.
У надрах чорної діри кривина сили гравітації сягає нескінченності в області, яка називається сингулярністю. Для чорних дір, які не обертаються, сингулярність має форму точки. Сингулярність чорної діри, яка обертається, має форму кільця.

Моделювання гравітаційного лінзування чорною дірою, яка викривляє зображення галактики перед якою вона проходить.

Виявлено кільця навколо чорних дір.

## Спостереження
Чорні діри зоряних мас спостерігаються у складі тісних подвійних систем. Речовина зорі-супутника перетікає на чорну діру по спіралі. При цьому утворюється акреційний диск, який випромінює в рентгенівському й гамма-діапазонах. Перша чорна діра була відкрита в 1967 в сузір'ї Лебедя. До 2004 р. рентгенівський космічний телескоп RXTE (Rossi X-ray Timing Explorer) імовірно виявив 15 чорних дір в подвійних зоряних системах в нашій галактиці.
Маси велетенських чорних дір у ядрах галактик визначають за швидкостями руху зір. Станом на 2004 рік визначено маси центральних чорних дір у 30 галактиках, зокрема і в нашій.
Також чорні діри можуть бути виявлені завдяки явищу гравітаційного лінзування (при проходженні чорної діри між звичайною зорею і спостерігачем, відбувається візуальне збільшення яскравості зорі, оскільки гравітаційне поле чорної діри викривляє світлові промені). Це явище також називають кільцями Ейнштейна.
Наймасивніша з відомих чорних дір має масу 6,6 млрд сонячних мас. Вона є центральною чорною дірою у галактиці Мессьє 87.
9 грудня 2021 року, SpaceX вивела на орбіту малу астрофізичну лабораторію Imaging X-ray Polarimetry Explorer (IXPE).

## Чорні діри проміжних мас
Оскільки спостерігаються чорні діри зоряних мас до 20 мас сонця й надмасивні чорні діри у ядрах галактик (з масою понад 2 мільйони мас Сонця), постає питання, чи є у Всесвіті чорні діри проміжних мас, з масою кілька тисяч мас сонця? Найкращим спостережним свідченням про існування таких чорних дір є ультралюмінесцентні рентгенівські джерела, що спостерігаються в багатьох галактиках, як близьких до нас так і віддалених. Якщо пояснювати ці джерела акрецією речовини на чорну діру, то з характеру акреції можна зробити припущення про масу чорної діри.
Чорні діри проміжних мас можуть утворюватись у центрі кулястих скупчень, крім того вони можуть існувати в гало галактик. Такі об'єкти можуть спостерігатися завдяки гравітаційному мікролінзуванню: якщо чорна діра проміжної маси з гало опиниться на промені зору до якоїсь зорі, то буде спостерігатися спалах зорі, за характером якого можна визначити масу чорної діри. Зараз проводять такі спостереження, але чорних дір проміжної маси до останнього часу не було виявлено.
У 2015 році астрофізики виявили в галактиці NGC 2276 незвичайну чорну діру, імовірно є рідкісним представником так званих чорних дір проміжної маси, які сьогодні вважаються втраченою ланкою в еволюції їх надмасивних побратимів в центрах галактик.
Імовірні чорні діри проміжних мас — чорна діра X-1 в галактиці M82, відкрита ще в 2006 році, два рентгенівських джерела — HLX-1 в сузір'ї Фенікса, що «катапультувався» з галактики ESO 243-49, а також GCIRS 13E в нашій галактиці.
Механізми утворення чорних дір проміжних мас:
1. Утворення чорної діри під час Великого вибуху в ранньому всесвіті. Під час Великого вибуху могли утворитися первинні чорні діри будь-яких мас, зокрема й масою кілька тисяч мас сонця.
2. Залишки зір третього типу населення. Зорі третього типу населення — це перші зорі у всесвіті, які виникли у перші сотні мільйонів років його існування. Вони мали великі маси, що могло призвести до утворення досить масивних чорних дір.
3. Зіткнення зір і чорних дір у кулястих зоряних скупченнях. Також чорні діри проміжних мас можуть існувати в ядрах галактик. Під час утворення галактики речовина колапсує, і в центрі галактики можуть утворюватися чорні діри проміжних мас, з яких із часом утворюється надмасивна чорна діра. Втрачені ланки в еволюції надмасивних чорних дір народжуються в ході злиття великих «звичайних» чорних дір під час зіткнень галактик.

Альтернативні пояснення ультраяскравих рентгенівських джерел.
Замість чорних дір проміжних мас ультраяскраві рентгенівські джерела можуть пояснюватись за допомогою явища мікроблазара. Мікроблазар — це подвійна система з чорною дірою зоряної маси, в якій є акреаційний диск і джет (струмінь речовини вздовж осі обертання чорної діри), причому цей джет спрямований на спостерігача (на нашу галактику, на сонячну систему). Також ультраяскраві рентгенівські джерела можуть пояснюватись супер-Едингтонівським випромінюванням, в результаті акреції речовини на чорну діру зоряної маси, але ці моделі недостатньо розвинені.
Місце чорних дір проміжних мас:
1. Утворення надмасивних чорних дір у ядрах галактик.
2. Чорні діри проміжних мас можуть бути джерелами гравітаційних хвиль. Якщо будуть зареєстровані гравітаційні хвилі, то за допомогою них можна буде безпосередньо відкрити чорні діри проміжних мас.

## Падіння в чорну діру
Тіло, яке вільно падає під дією сил гравітації, перебуває в стані невагомості. Воно відчуватиме дію припливних сил, котрі його розтягують у напрямку руху і стискають — у поперечному. Величина цих сил зростає і прямує до нескінченності при {\displaystyle ~r\to 0}. У певний момент власного часу тіло перетне горизонт подій. З погляду спостерігача, котрий падає разом із тілом, цей момент нічим не відзначено, однак повернення назад відтоді вже немає. Тіло опиняється в горловині (її радіус у точці, де перебуває тіло, і є {\displaystyle ~r}), де стискається настільки швидко, що вилетіти з неї до моменту остаточного стягування (це і є сингулярність) вже не можна, навіть рухаючись зі швидкістю світла.
З погляду віддаленого спостерігача, падіння в чорну діру буде виглядати інакше. Нехай, наприклад, тіло світитиметься і, крім того, посилатиме сигнали назад з певною частотою. Спочатку віддалений спостерігач бачитиме, що тіло, перебуваючи в процесі вільного падіння, поступово розганяється під дією сил тяжіння у напрямку до центру. Колір тіла не змінюється, частота фіксованих сигналів практично постійна. Однак, коли тіло почне наближатися до горизонту подій, фотони, що йдуть від тіла, будуть зазнавати все більшого і більшого гравітаційного червоного зміщення.
Крім того, через дію гравітаційного поля всі фізичні процеси з погляду віддаленого спостерігача сповільнюватимуться через гравітаційне уповільнення часу: годинник, закріплений на радіальній координаті {\displaystyle r} без обертання ({\displaystyle r={\text{const}},\theta ={\text{const}},\varphi ={\text{const}}}) йтиме повільніше, ніж нескінченно віддалений, в {\displaystyle 1/{\sqrt {1-r_{s}/r}}} разів. Здаватиметься, що тіло — в надзвичайно сплющеному вигляді — буде сповільнюватися, наближаючись до горизонту подій, і, врешті-решт, практично зупиниться. Частота сигналу різко зменшуватиметься. Довжина хвиль, що їх випромінюватиме тіло, стрімко зростатиме, так, що світло швидко перетвориться на радіохвилі, і далі — на низькочастотні електромагнітні коливання, зафіксувати які буде вже неможливо. Перетинання тілом горизонту подій спостерігач не побачить ніколи, і в цьому сенсі падіння в чорну діру триватиме нескінченно довго. Є, однак, момент, починаючи з якого вплинути на тіло, що падає, віддалений спостерігач уже не зможе. Промінь світла, посланий слідом за цим тілом, його або взагалі ніколи не наздожене, або наздожене вже за горизонтом подій. Крім того, відстань між тілом і горизонтом подій, а також «товщина» сплющеного (з точки зору стороннього спостерігача) тіла досить швидко досягнуть планківської довжини і (з математичного погляду) зменшуватимуться й далі. Для реального фізичного спостерігача (який здійснює вимірювання з планківською похибкою) це рівнозначно тому, що маса чорної діри збільшиться на масу тіла, що на неї падає, а, значить, радіус горизонту подій зросте, і тіло, що падає, виявиться «всередині» горизонту подій за скінченний час.
Аналогічно буде виглядати для віддаленого спостерігача і процес гравітаційного колапсу. Спочатку речовина падатиме до центру, але поблизу горизонту подій вона стане різко сповільнюватися, її випромінювання піде в радіодіапазон, і в результаті віддалений спостерігач побачить, що зірка згасла.

## Модель на базі теорії струн
Теорія струн дозволяє вибудовування виключно щільних і дрібномасштабних структур з самих струн та інших описуваних теорією об'єктів, частина з яких мають більше ніж три виміри.
Кількість способів організації струн усередині чорних дір величезна. І, що характерно, ця величина збігається з величиною ентропії чорної діри, яку Стівен Гокінг і його колега Джейкоб Бекенштейн прогнозували в 1970-і роки.
1996 року струнні теоретики Ендрю Стромінджер і Кумрун Вафа, спираючись на більш ранні результати Сасскінда і Сена, опублікували роботу «Мікроскопічна природа ентропії Бекенштейна і Гокінга». У цій роботі Стромінджеру і Вафе вдалося використати теорію струн для знаходження мікроскопічних компонентів певного класу чорних дір, а також для точного обчислення вкладів цих компонентів в ентропію. Робота була заснована на застосуванні нового методу, частково виходить за рамки теорії збурень, яку використовували в 1980-х і на початку 1990-х рр.. Результат роботи в точності збігався з прогнозами Бекенштейна і Гокінга, зробленими більш ніж за двадцять років до цього.
Реальним процесам утворення чорних дір Стромінджер і Вафа протиставили конструктивний підхід. Суть у тому, що вони змінили точку зору на утворення чорних дір, показавши, що їх можна конструювати шляхом копіткої збірки в один механізм точного набору бран, відкритих під час другої суперструнної революції.
Стромінджер і Вафа змогли обчислити число перестановок мікроскопічних компонентів чорної діри, при яких загальні спостережувані характеристики, наприклад маса і заряд, залишаються незмінними. Тоді ентропія цього стану за визначенням дорівнює логарифму отриманого числа — числа можливих мікростанів термодинамічної системи. Потім вони порівняли результат з площею горизонту подій чорної діри — ця площа пропорційна ентропії чорної діри, як передбачено Бекенштейном і Гокінгом на основі класичного розуміння, — і отримали ідеальну згоду. Принаймні для класу екстремальних чорних дір Стромінджеру і Вафі вдалося знайти застосування теорії струн для аналізу мікроскопічних компонентів і точного обчислення відповідної ентропії.
В 2004 році команда Саміра Матура з університету Огайо взялася за прояснення питання можливого розташування струн всередині чорної діри. З'ясувалося, що майже завжди струни з'єднуються так, що утворюють єдину — велику і дуже гнучку — струну, але набагато більшого розміру, ніж точкова сингулярність.
Група Саміра Матура розрахувала розміри декількох моделей чорних дір за своєю методикою. Отримані результати збігалися з розмірами «горизонту подій» у традиційній теорії.
У зв'язку з цим Матур припустив, що горизонт подій насправді є мінливою масою струн, а не жорстко окресленою межею.
Отже, відповідно до цієї моделі, чорна діра насправді не знищує інформацію, тому що ніякої сингулярності в чорних дірах немає. Маса струн розподіляється по всьому об'єму до горизонту подій, і інформація може зберігатися в струнах і передаватися виходить випромінюванням Гокінга (а отже виходити за горизонт подій).
Проте, автори визнають, що ця картина має досить попередній характер. Їм ще належить перевірити, як модель підходить до великих чорних дірок, або зрозуміти, як чорні діри еволюціонують.
Ще один варіант запропонували Гері Горовиць з Університету Каліфорнії в Санта-Барбарі і Хуан Малдасена з Принстонського Інституту передових досліджень. На думку цих дослідників, сингулярність в центрі чорної діри існує, проте інформація в неї просто не потрапляє: матерія йде в сингулярність, а інформація — шляхом квантової телепортації — друкується на випромінюванні Гокінга.

## Чорні діри у Всесвіті
З часу теоретичного передбачення чорних дір залишалося відкритим питання про їхнє існування, тому що існування розв'язку типу «чорна діра» ще не гарантує, що існують механізми утворення подібних об'єктів у Всесвіті. З математичної точки зору відомо, що принаймні колапс гравітаційних хвиль в загальній теорії відносності стійко веде до формування пасткових поверхонь, а отже, і чорної діри, як доведено Деметріосом Крістодулу в 2000-х роках (Премія Шоу за 2011 рік).
З фізичної точки зору відомі механізми, які можуть призводити до того, що деяка область простору-часу буде мати ті ж властивості (ту ж геометрію), що і відповідна область чорної діри.
Насправді через акрецію речовини, з одного боку, і (можливо) випромінювання Гокінга, з іншого, простір-час навколо колапсара відхиляється від наведених вище точних розв'язків рівнянь Ейнштейна. І хоча в будь-якій невеликій області (крім околиць сингулярності) метрика спотворена не надто сильно, глобальна причинна структура простору-часу може відрізнятися кардинально. Зокрема, даний простір-час може, за деякими теоріями, вже й не мати горизонту подій. Це пов'язано з тим, що наявність або відсутність горизонту подій визначається, серед іншого, і подіями, що відбуваються в нескінченно віддаленому майбутньому спостерігача.

### Чорні діри зоряних мас
Чорні діри зоряних мас утворюються як кінцевий етап еволюції зір, після повного вигоряння термоядерного палива та припинення термоядерних реакцій зоря теоретично має охолоджуватися, що призведе до зменшення внутрішнього тиску і стиснення під дією гравітації. Стиснення може зупинитися на певному етапі, а може перейти в стрімкий гравітаційний колапс.
Залежно від маси зорі й обертального моменту можливі такі кінцеві стани еволюції:
- Згасла дуже щільна зоря, що складається в основному, залежно від маси, з гелію, вуглецю, кисню, неону, магнію, кремнію або заліза (основні елементи перераховані в порядку зростання маси залишку зорі). Такі залишки називають білими карликами, маса їх обмежується зверху межею Чандрасекара.
- Нейтронна зірка, маса якої обмежена межею Оппенгеймера — Волкова.
- Чорна діра.

У міру збільшення маси залишку відбувається рух рівноважної конфігурації вниз по викладеній послідовності. Обертальний момент збільшує граничну масу на кожному кроці, але не якісно, а кількісно (щонайбільше — удвічі-втричі).
Умови (головним чином, маса), за яких кінцевим станом еволюції зорі є чорна діра, вивчені недостатньо добре, оскільки для цього необхідно знати поведінку і стан речовини при надзвичайно високій густині, недоступній експериментальному вивченню. Додаткові труднощі становить моделювання зір на пізніх етапах їхньої еволюції через складність хімічного складу і різке зменшення характерного часу перебігу процесів. Одні з найбільших космічних катастроф, спалахи наднових, відбуваються саме на цих етапах еволюції зір. Різні моделі дають нижню оцінку маси чорної діри, що утворюється в результаті гравітаційного колапсу, від 2,5 до 5,6 мас Сонця. Радіус чорної діри при цьому дуже малий — кілька десятків кілометрів.
Згодом чорна діра може розростися за рахунок поглинання речовини — як правило, це газ сусідньої зорі в подвійних системах (зіткнення чорної діри з будь-яким іншим астрономічним об'єктом дуже малоймовірне через її малий діаметр). Процес падіння газу на компактний астрофізичний об'єкт, зокрема, й на чорну діру, називається акрецією. При цьому через обертання газу формується акреційний диск, в якому речовина розганяється до релятивістських швидкостей, нагрівається і в результаті сильно випромінює, зокрема, в рентгенівському діапазоні, що дає принципову можливість виявляти такі акреційні диски (а отже, чорні діри) за допомогою ультрафіолетових і рентгенівських телескопів. Основною проблемою є мала величина і труднощі реєстрації відмінностей між акреційними дисками нейтронних зір і чорних дір, що призводить до невпевненості в ідентифікації рентгенівських подвійних із чорними дірами. Основна відмінність полягає в тому, що газ, який падає на всі об'єкти, рано чи пізно зустрічає тверду поверхню, що призводить до інтенсивного випромінювання при гальмуванні, але хмара газу, яка падає на чорну діру, через гравітаційне уповільнення часу (червоний зсув) просто швидко гасне з наближенням до горизонту подій, що спостерігалося телескопом Габбла в джерелі Лебідь X-1.
Зіткнення чорних дір з іншими зорями, а також зіткнення нейтронних зір, що викликає утворення чорної діри, призводить до наймогутнішого гравітаційного випромінювання, яке, як очікується, можна буде виявляти в найближчі роки за допомогою гравітаційних телескопів. Є повідомлення про спостереження зіткнень в рентгенівському діапазоні. 25 серпня 2011 з'явилося повідомлення про те, що вперше в історії науки група японських і американських фахівців змогла в березні 2011 року зафіксувати момент загибелі зірки, яку поглинає чорна діра.

### Надмасивні чорні діри
За сучасними уявленнями дуже великі чорні діри, що розрослися, утворюють ядра більшості галактик. До них належить і масивна чорна діра в ядрі нашої Галактики — Стрілець A*.
Наразі існування чорних дір зоряних і галактичних масштабів вважається надійно доведеним астрономічними спостереженнями.
Американські астрономи встановили, що маси надмасивних чорних дір можуть бути значно недооцінені. Для того, щоб зорі в галактиці М87 (яка розташована на відстані 50 мільйонів світлових років від Землі) рухалися так, як це спостерігається, маса центральної чорної діри має бути принаймні 6,4 мільярдів сонячних мас, тобто, удвічі більше від нинішніх оцінок ядра М87, які становлять 3 млрд сонячних мас.
Для чорної діри в ядрі галактики гравітаційний радіус дорівнює 3•1015 см = 200 а.о., що вп'ятеро більше відстані від Сонця до Плутона. Її густина при цьому дорівнює 0,2•10−3 г/см³, що в кілька разів менше від густини повітря.

### Найдавніша чорна діра
6 листопада 2023 року, за повідомленням інформаційного агентства Associated Press, міжнародній групі астрономів вдалося виявити найдавнішу, з усіх відомих на сьогодні, чорну діру у Всесвіті. Для спостереження були залучені об'єднані можливості та зусилля космічного телескопу ім. Джеймса Вебба та космічної рентгенівської обсерваторії «Чандра». Повідомляється, що знайдена чорна діра в галактиці UHZ1 утворилася всього лише через 470 мільйонів років після Великого вибуху (як на думку інших груп вчених — чорна діра утворилася через 440 мільйонів років). Проте, враховуючи, що Всесвіту 13,7 мільярдів років, вік цієї чорної діри становить ~ 13,2 мільярдів років.

### Найбільша чорна діра
Наприкінці березня 2023 року, астрономам за допомогою космічного телескопу «Габбл» вдалося виявити об'єкт, який вони вважають найбільшою чорною дірою з будь-коли виявлених раніше. За словами науковців, вона має масу 30 мільярдів сонячних мас й знаходиться в центрі однієї з масивних еліптичних галактик скупчення галактик Abell 1201 за сотні мільйонів світлових років від нашої планети. Вона є набагато більшою за типові галактичні надмасивні чорні діри.

### Первинні чорні діри
Первинні чорні діри наразі є гіпотетичними. Якщо в початкові моменти існування Всесвіту існували досить великі відхилення від однорідності гравітаційного поля й густини матерії, то з них шляхом колапсу могли утворюватися чорні діри. Їх маса не обмежена знизу, як у разі гравітаційного колапсу зір — імовірно, вона могла б бути досить малою. Виявлення первинних чорних дір являє особливий інтерес у зв'язку з явищем випаровування чорних дір.

### Квантові чорні діри
Передбачається, що в результаті ядерних реакцій можуть утворюватися досить стійкі мікроскопічні чорні діри, так звані квантові чорні діри. Для математичного опису таких об'єктів необхідна квантова теорія гравітації. Однак із загальних міркувань досить імовірно, що спектр мас чорних дір дискретний й існує мінімальна чорна діра — Планківська чорна діра. Її маса — близько 10−5 г, радіус — 10−35 м. Комптонівська довжина хвилі планківської чорної діри за порядком величини дорівнює її гравітаційному радіусу.
Таким чином, усі «елементарні об'єкти» можна розділити на елементарні частинки (їх довжина хвилі більша гравітаційного радіуса) і чорні діри (довжина хвилі менша гравітаційного радіуса). Планківська чорна діра є перехідним об'єктом, для неї вживається назва максимон (іноді — планкеон), яка вказує на те, що це найважча з можливих елементарних частинок.
Навіть якщо квантові чорні діри існують, час їх існування вкрай малий, що робить їх безпосереднє виявлення дуже проблематичним. Останнім часом запропоновано експерименти з метою виявлення ознак появи чорних дір у ядерних реакціях. Однак для безпосереднього синтезу чорної діри в прискорювачі необхідна недосяжна на сьогодні енергія 1026 еВ. Можливо, у реакціях високих енергій можуть утворюватися віртуальні (проміжні) чорні діри.
Експерименти з протон-протонних зіткнень із повною енергією 7 ТеВ на Великому адронному колайдері довели, що такої енергії недостатньо для утворення мікроскопічних чорних дір. На підставі цих даних робиться висновок, що мікроскопічні чорні діри мають бути важчими 3,5-4,5 ТеВ залежно від конкретної реалізації.

## Аналоги чорних дір в інших галузях фізики
Трансформаційна оптика та оптичні метаматеріали дозволяють створювати оптичні аналоги гравітаційних систем. Бажану метрику чорної діри можна повністю відтворити за допомогою біанізотропного матеріалу.
Акустичні аналоги чорних дір можна реалізувати у Бозе-Ейнштейнівському конденсаті розрідженого ультрахолодного газу.

## Галерея

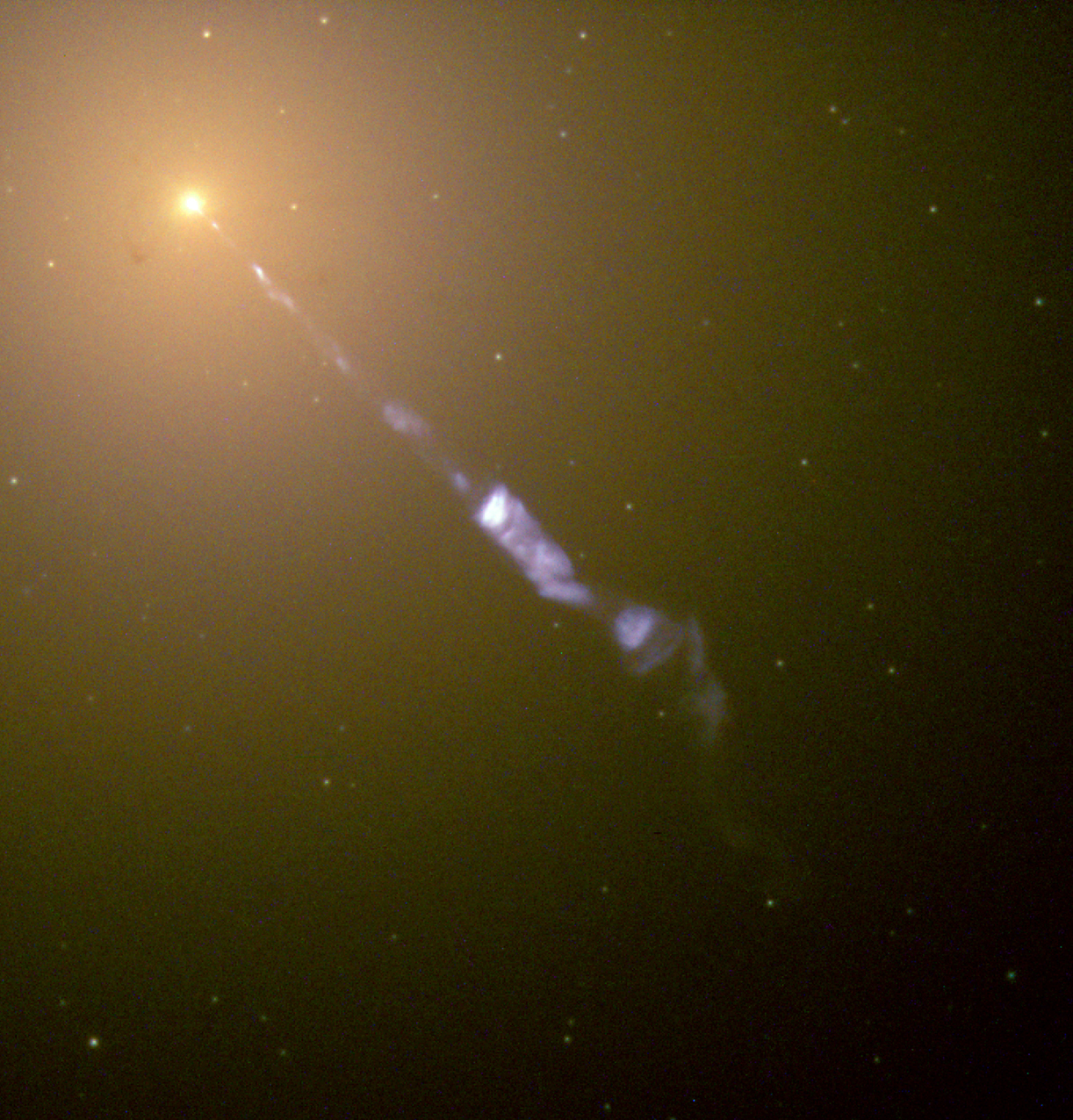
Активна галактика M87. У її ядрі розташована чорна діра. На знімку видно релятивістський струмінь довжиною близько 5000 світлових років. Зображення отримано за допомогою телескопа «Габбл».
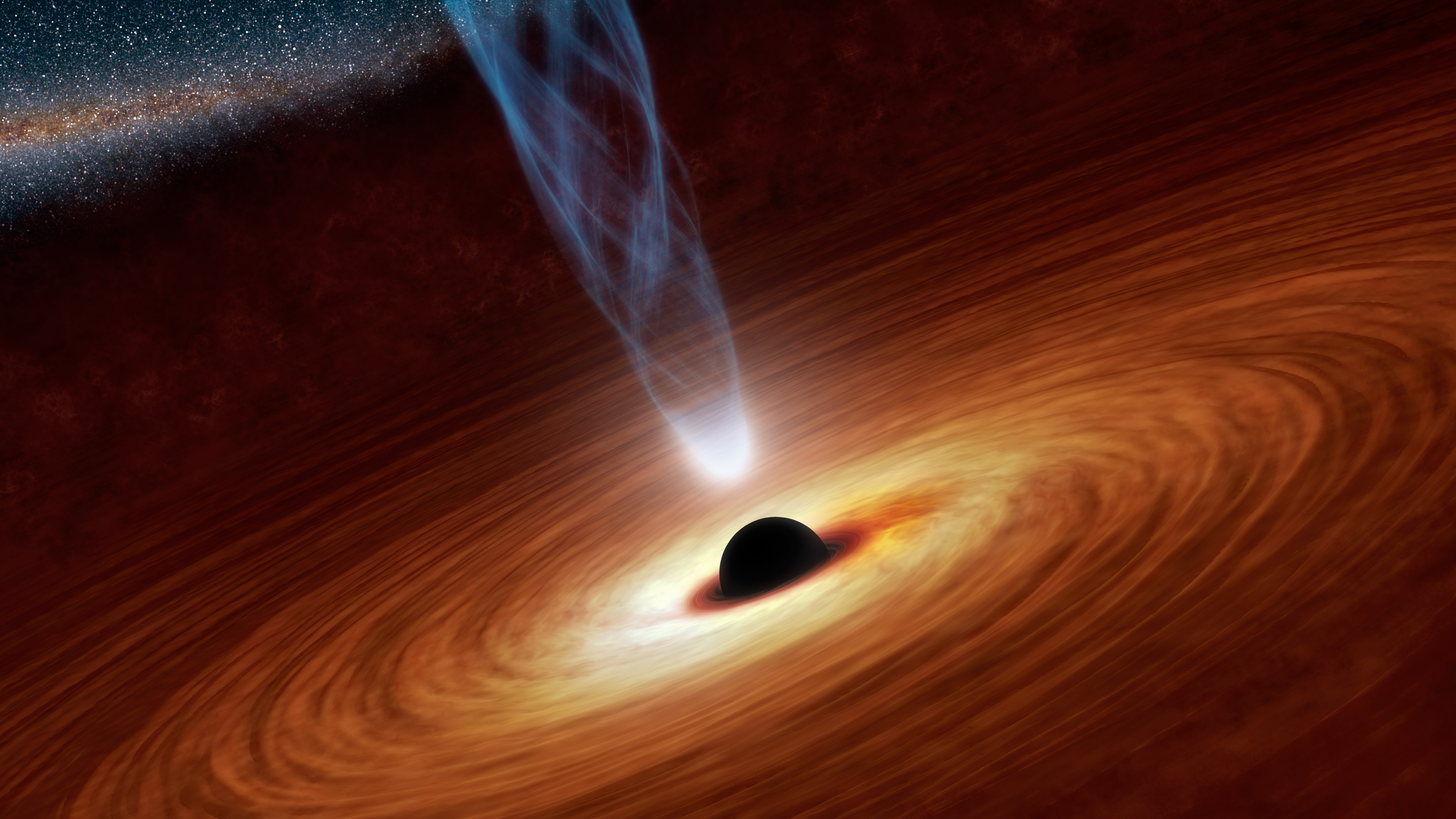
Чорна діра, в уявленні художника.
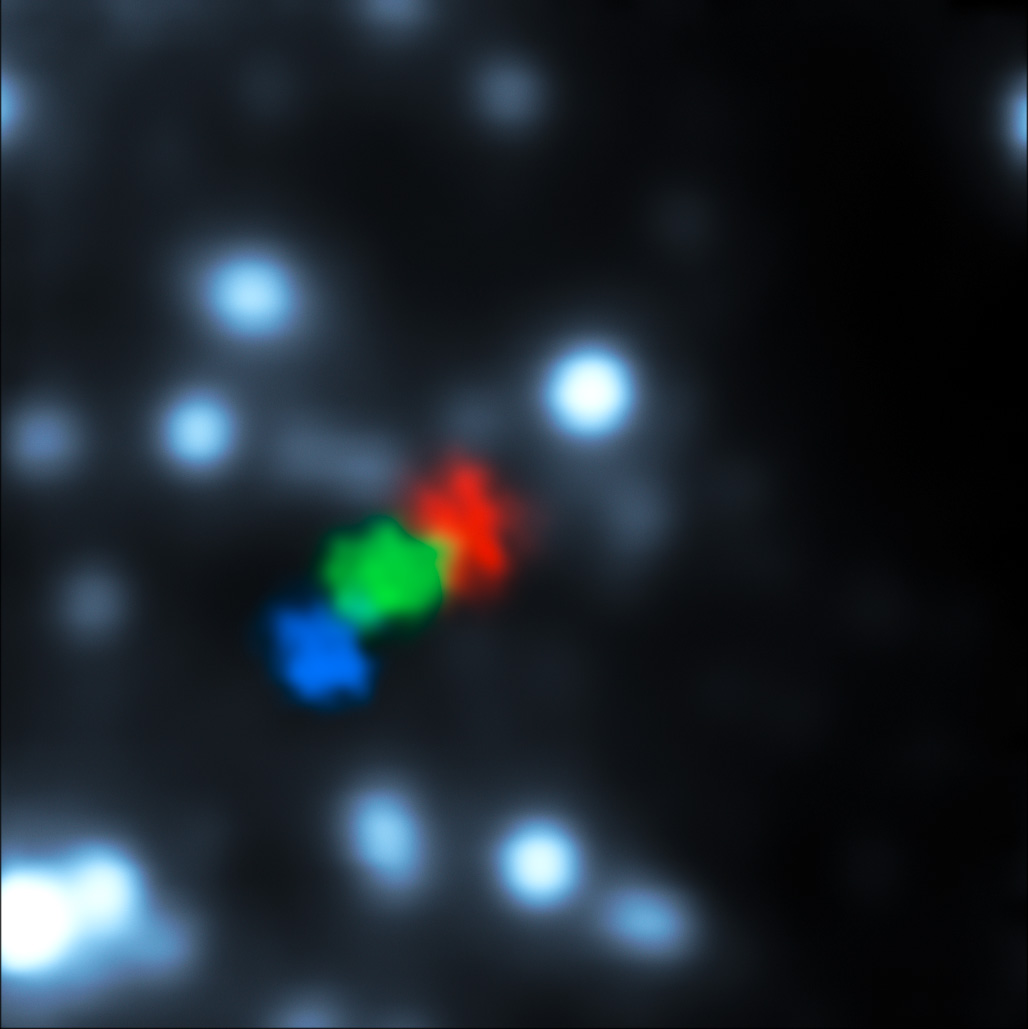
Газовая хмара розірвана чорною дірою в центрі Чумацького Шляху.
- Комп'ютерне моделювання зорі, котру поглинає чорна діра. Синя точка вказує на розташування чорної діри.
- Ця анімація порівнює рентгенівські "серцебиття" GRS 1915 і IGR J17091, дві чорні діри, що поглинають газ із зоряних компаньйонів.
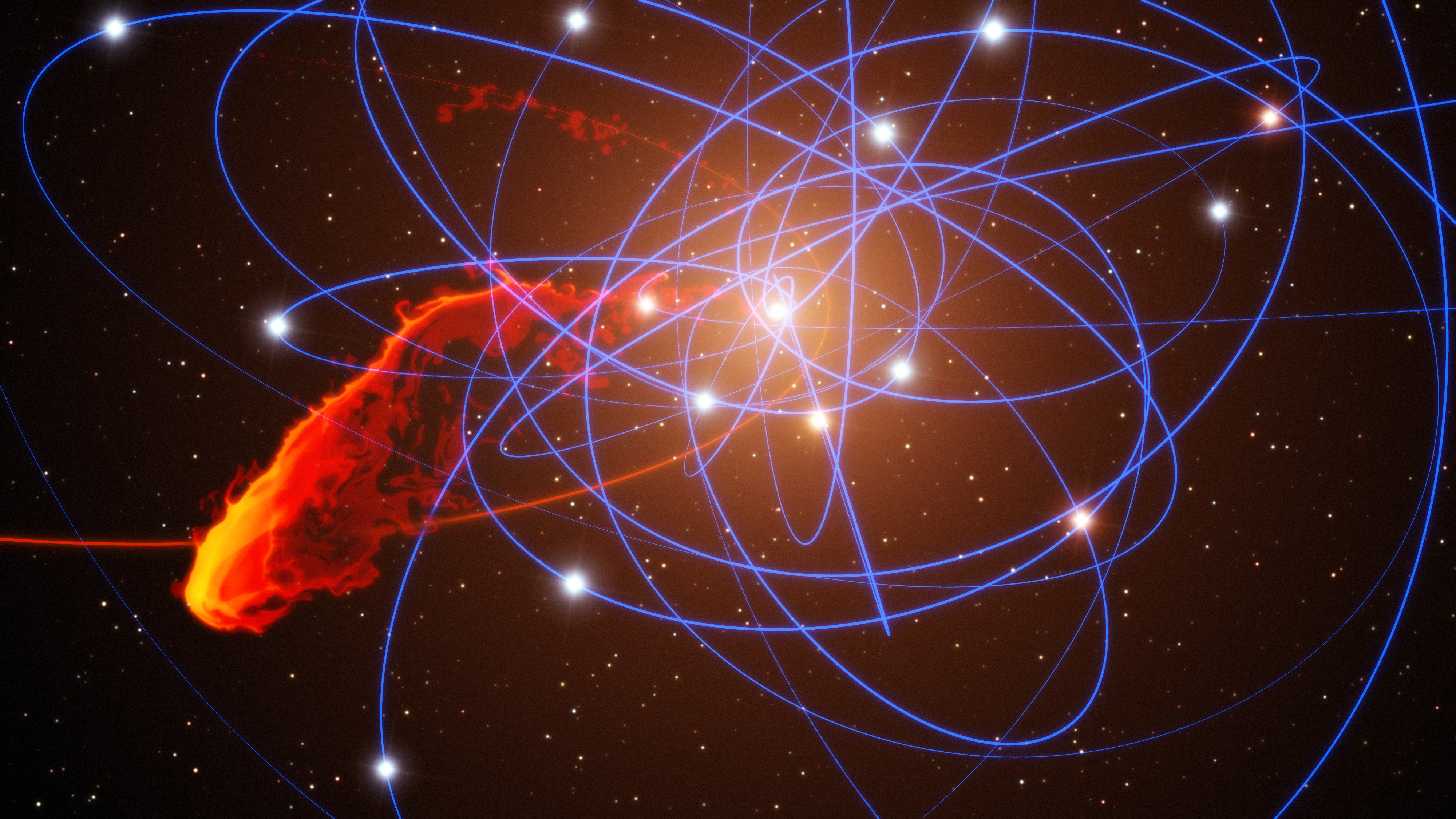
Моделювання газової хмари після близького підходу до чорної діри в центрі Чумацького Шляху.
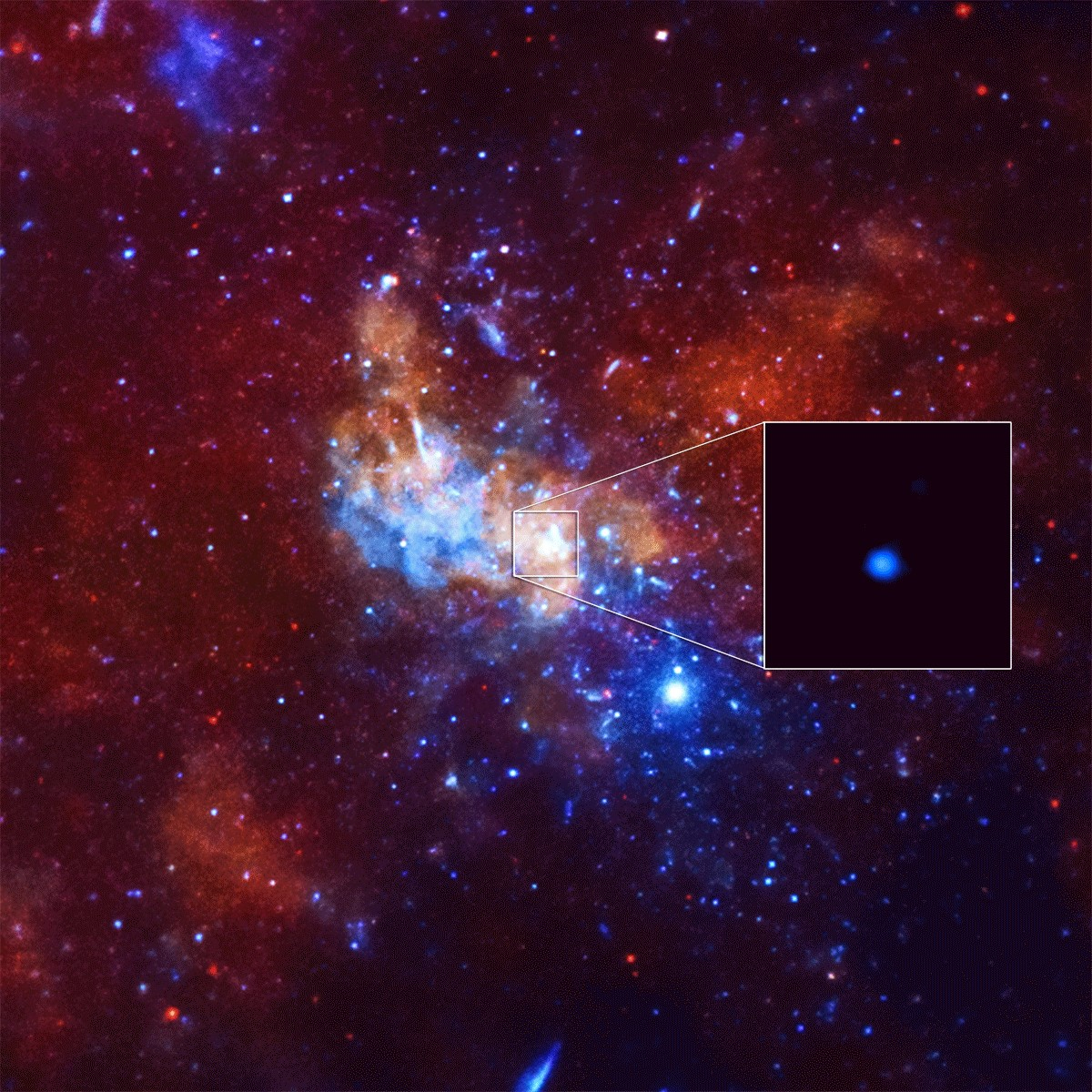
Надзвичайно яскравий гамма-спалах, виявлений 5 січня 2015 року в Стрільці A* (чорній дірі в центрі нашої Галактики).

## Інтернет-ресурси
- Скільки живе чорна діра? Випромінювання Гокінга
- Кротові нори, чорні діри, двигун Алькуб’єрре, Планківська і негативна енергія